# 多重円板
数学の一分野である多変数複素関数論において、多重円板は円板の直積集合である。
より具体的には、 {\displaystyle D(z,r)}を複素平面上の中心zと半径rを持つ開円板とするとき、開多重円板は次の直積集合として表される。
{\displaystyle D(z_{1},r_{1})\times \dots \times D(z_{n},r_{n}).}
同値なことだが
{\displaystyle \{w=(w_{1},w_{2},\dots ,w_{n})\in {\mathbf {C} }^{n}:\vert z_{k}-w_{k}\vert <r_{k},{\mbox{ for all }}k=1,\dots ,n\}.}
とも表される。
多重円板は、しばしばC Nにおける開球と間違われるが、これは以下の形で定義されるものである。
{\displaystyle \{w\in \mathbf {C} ^{n}:\lVert z-w\rVert <r\}.}
ここでは、ノルムはCNの通常のユークリッド距離を考える。
{\displaystyle n>1} のときには、開球と開多重円板の間には双正則写像が存在せず、双正則同値にならない。これは、1907年にポアンカレによって、自己同形群がリー群として次元が異なることを示すことによって証明された。 
多重円板は、ラインハル領域における対数凸な集合の例になっている。